# Liste de points extrêmes de la Suisse

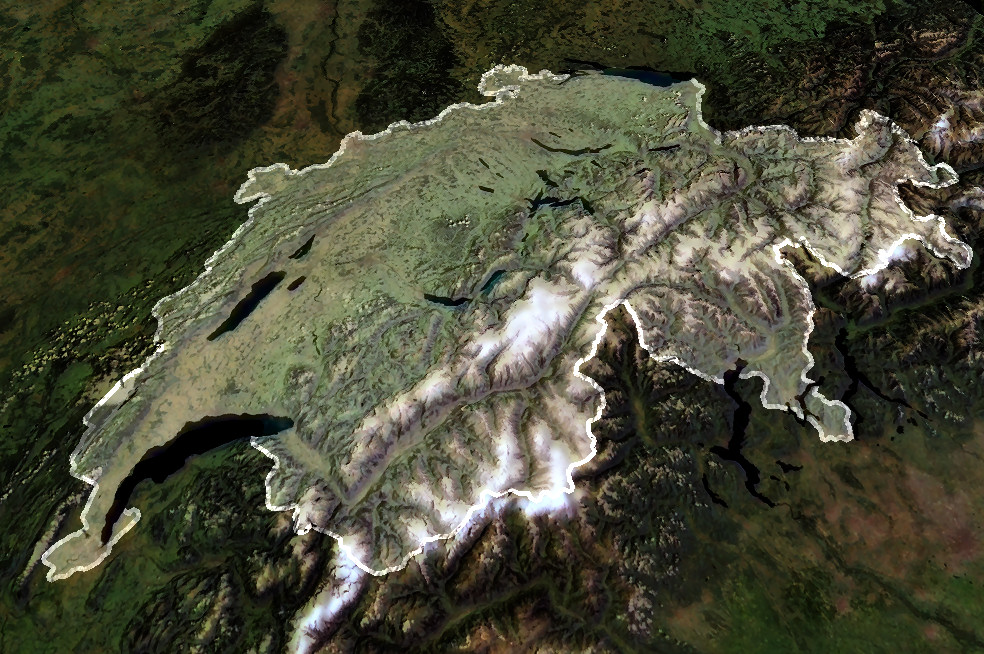
Photo satellite de la Suisse

Ceci est une liste des points extrêmes de la Suisse.

## Altitude
- Point le plus élevé : la Pointe Dufour (4634 m) à Zermatt (VS);
- Point le plus bas : lac Majeur, Tessin, 193 m dans le district de Locarno (TI);
- Ville la plus haute : Davos (GR) (1560 m);
- Village le plus haut : Juf (GR) (2126 m);
- La plus haute gare : Gare du Jungfraujoch (3454 m) à Lauterbrunnen (BE);
- Le plus haut aéroport : Aérodrome de Samedan-Engadin (1704 m) à Samedan (GR);
- Le plus haut téléphérique : Petit Cervin (3883 m) à Zermatt (VS);
- Le plus haut domaine skiable : Dos de Rollin (3899 m) à Zermatt (VS).

## Latitude et longitude
- Le point le plus au nord : à Oberbargen dans la commune de Bargen, canton de Schaffhouse : (47° 48′ 30,41″ N, 8° 34′ 04,89″ E)
- Le point le plus au sud : à Pedrinate, dans la commune de Chiasso, canton du Tessin : (45° 49′ 04,56″ N, 9° 01′ 02,37″ E)
- Le point le plus à l'ouest : à l'Ile de Vers Veaux, dans la commune de Chancy, canton de Genève : (46° 07′ 56,49″ N, 5° 57′ 21,25″ E)
- Le point le plus à l'est : à Piz Chavalatsch, dans la commune de Val Müstair, canton des Grisons : (46° 36′ 55,39″ N, 10° 29′ 31,4″ E)

## Éloignement
- Commune la plus éloignée des pays voisins : Uetendorf 46° 46′ 58″ N, 7° 34′ 19″ E.

## Sources
- Oscar Bär, Géographie de la Suisse, Vevey, Éditions Delta, 1976 [détail des éditions]